# Castello di Budmerice
Il castello di Budmerice, o castello Pálffy, è una dimora storica, che si trova nel villaggio di Budmerice in Slovacchia. È circondato da un giardino all'inglese della seconda metà del XIX secolo. 

## Storia
Fu costruito nel 1889 in stile neogotico secondo il progetto dell'architetto viennese Franz von Neumann il giovane per la nobile famiglia Pálffy come palazzina di caccia. Furono di ispirazione per l'edificio i castelli rinascimentali della Loira. I Pálffy erano proprietari terrieri a Budmerice, villaggio che era parte del loro feudo di Červený Kameň. Ján Pálffy (1857–1934) era appassionato di caccia. Non lontano dal castello sorgeva un allevamento di fagiani: ancora oggi è possibile scorgere i resti della recinzione nel bosco. Il conte fece anche scolpire una statua della Madonna di Lourdes: la statua si trova a pochi metri dal parco del castello, sulla strada fra i boschi che conduce a Červený Kameň. Nel 1945 dopo l'emigrazione dell'ultimo conte di Budmerice, Pavol, la proprietà fu confiscata dal governo cecoslovacco. 
Porta il portale vi è lo stemma del conte Ján Pálffy e di sua moglie Elsa von Schlippenbach, affiancato dall'iscrizione: "ANNO. DOMINI. MDCCCLXXXIX. // QUO. NUPTIAS. RITE. CELEBRAVERUNT. COMES // JOANNES. PÁLFFY. - AB ERDÖD. JUNIOR. AC. // ELSA. COMITISSA. - SCHLIPPENBACH. EXSTRUCTUM // CURANTE. FRAN. A NEUMANN. ARCHITECTORE".
Il castello è stato ristrutturato nel 1946 e nel 1986 e fino al 2011 ha ospitato la Casa degli scrittori slovacchi, una residenza gestita dall'Unione degli scrittori slovacchi.
Attualmente è di proprietà del Ministero della cultura slovacco; il funzionamento dell'esposizione, gli aspetti museologici e la formazione del personale è curata dal Museo di Červený Kameň, parte del Museo nazionale slovacco. È registrato nell'elenco centrale dei monumenti culturali.